# مرحلة انتقالية سريعة
المرحلة الانتقالية السريعة (بالإنجليزية: Rapid phase transition أو RPT)‏ ظاهرة لوحظت في بعض كوارث السفن الناقلة للغاز الطبيعي المسال عند تسربه إلى البحر فينجم عن ذلك انفجارات فيزيائية تدعى بالإنفجارات الباردة. في هذا النوع من الانفجارات لايوجد احتراق أو اشتعال.
سبب الانفجارات تم تفسيره فيما بعد نتيجة لفرق درجة الحرارة الشاسع بين مياه البحر والتي تكون بحدود 15 درجة مئوية وبين درجات حرارة الغاز المسال والتي تبلغ حوالي 160 درجة مئوية تحت الصفر. عند ملامسة الغاز المسال للماء تنتقل الحرارة من الماء إلى الغاز المسال وتعمل على تبخيرهه بشكل سريع ومفاجئ ليتمدد حوالي 600 ضعف متسببا في ازاحة كميات هائلة من الماء والاجسام المحيطة تماما كانفجار الألغام والقنابل. من ناحية أخرى يمكن أن تتجمد كميات من المياه أثناء التبادل الحراري وتنطلق بشكل شظايا قاتلة.